# Fidias
Fidias eller Pheidias (grekiska: Φειδίας) var en grekisk skulptör som levde från cirka 490 f.Kr. till cirka 430 f.Kr. Han brukar ofta omtalas som en av det antika Greklands främsta konstnärer och är känd för att ha skapat monumentala verk som Athenastatyn i Parthenontemplet i Aten och Zeusstatyn i Olympia, båda utförda i guld och elfenben, så kallad kryselefantin, och cirka 12 meter höga.

## Biografi
Trots hans berömmelse finns mycket få personliga uppgifter om honom och inga av hans verk har bevarats till våra dagar. Kännedomen om hans konst grundar sig framförallt på romerska kopior. Som nära vän till Perikles fick Fidias stort inflytande vid återuppbyggnaden av Athen, i synnerhet Akropolis efter persernas skövling år 480 f.Kr.
De skulpturer som marmorhuggarna utförde under Fidias ledning, bland annat de delvis bevarade gavelgrupperna (British Museum), fick största betydelse för bildhuggarkonstens senare utveckling.
Enligt trovärdiga källor dog Fidias i fängelse i Athen eller i landsflykt, efter att ha anklagats och fällts i en politisk process, vilken egentligen riktade sig mot hans vän Perikles.

## Eftermäle
Nedslagskratern Phidias på planeten Merkurius och asteroiden 4753 Phidias är uppkallad efter honom.